# Nhái lùn Vũ Quang
Nhái lùn Vũ Quang, tên khoa học Vietnamophryne vuquangensis, là một loài nhái lùn trong họ Microhylidae. Chúng được mô tả lần đầu tiên vào năm 2021. Đây là một loài đặc hữu của Việt Nam. Chúng được đặt tên theo Vườn quốc gia Vũ Quang (Hà Tĩnh).

## Mô tả
Loài nhái lùn Vũ Quang sinh sống trong môi trường rừng rậm ẩm ướt ở độ cao 966 m so với mực nước biển. Chúng có mặt lưng sần sùi. Ở con đực có các mụn nhỏ nằm rải rác ở lưng trong khi mặt lưng con cái chỉ hơi sần sùi ở phía sau và không có các nốt sần lớn; mặt bụng từ màu ngà-chanh đến màu vàng-chanh với vân nâu sẫm yếu ở con đực và màu vàng-chanh sáng hơn cùng vân nâu sẫm ở con cái; tai tương đối mờ, nhỏ và tròn.
Loài nhái lùn này có kích thước cơ thể rất bé, con đực chỉ từ 14mm đến gần 15mm, con cái kích thước từ hơn 15mm đến hơn 17mm.
Về di truyền, nhái lùn Vũ Quang tách biệt so với các loài khác trong chi và có khoảng cách di truyền gần nhất với loài Vietnamophryne inexpectata khoảng từ 4.3- 4.6%.